# Sunset (Texas)
Sunset è una comunità non incorporata degli Stati Uniti d'America situata nella contea di Montague dello Stato del Texas. È stata incorporata come city fino al 2007.

## Geografia fisica
Sunset è situata a 33°27′14″N 97°46′00″W (33.453823, -97.766724). Secondo lo United States Census Bureau, ha un'area totale di 1,1 miglia quadrate (2,8 km²).

## Società

### Evoluzione demografica
Sunset di above
Secondo il censimento del 2000, c'erano 339 persone, 133 nuclei familiari e 90 famiglie residenti nella città. La densità di popolazione era di 318.8 persone per miglio quadrato (123,5/km²). C'erano 151 unità abitative a una densità media di 142,0 per miglio quadrato (55,0/km²). C'erano il 95,28% di bianchi, l'1,18% di asiatici, l'1,47% di altre razze, e il 2,06% di due o più etnie. Ispanici o latinos di qualunque razza erano il 3,24% della popolazione.
C'erano 133 nuclei familiari di cui il 36,1% aveva figli di età inferiore ai 18 anni, il 54,1% erano coppie sposate conviventi, l'8,3% aveva un capofamiglia femmina senza marito, e il 31,6% erano non-famiglie. Il 28,6% di tutti i nuclei familiari erano individuali e il 14,3% aveva persone di 65 anni o più. La dimensione media dei nuclei familiari era di 2,55 e la dimensione media della famiglia era di 3.15.
C'erano il 28,6% di persone sotto i 18 anni, il 7,7% di persone dai 18 ai 24 anni, il 28,9% di persone dai 25 ai 44 anni, il 22,1% di persone dai 45 ai 64 anni, e il 12,7% di persone di 65 anni o più. L'età media era di 35 anni. Per ogni 100 femmine c'erano are 104.2 maschi. Per ogni 100 femmine dai 18 anni in giù, c'erano 98.4 maschi.
Il reddito medio per un nucleo familiare era di 24.886 dollari, e quello di una famiglia di 29.643 dollari. I maschi avevano un reddito medio di 26.875 dollari contro i 17.083 dollari delle femmine. Il reddito pro capite per la città era di 11.304 dollari. Circa il 17,3% delle famiglie e il 16,5% della popolazione erano sotto la soglia di povertà, incluso il 26,4% di persone sotto i 18 anni e il 4,2% di persone di 65 anni o più.

## Istruzione
Sunset è servita dal Bowie Independent School District.